# HNO-Klinik Bogenhausen Dr. Gaertner

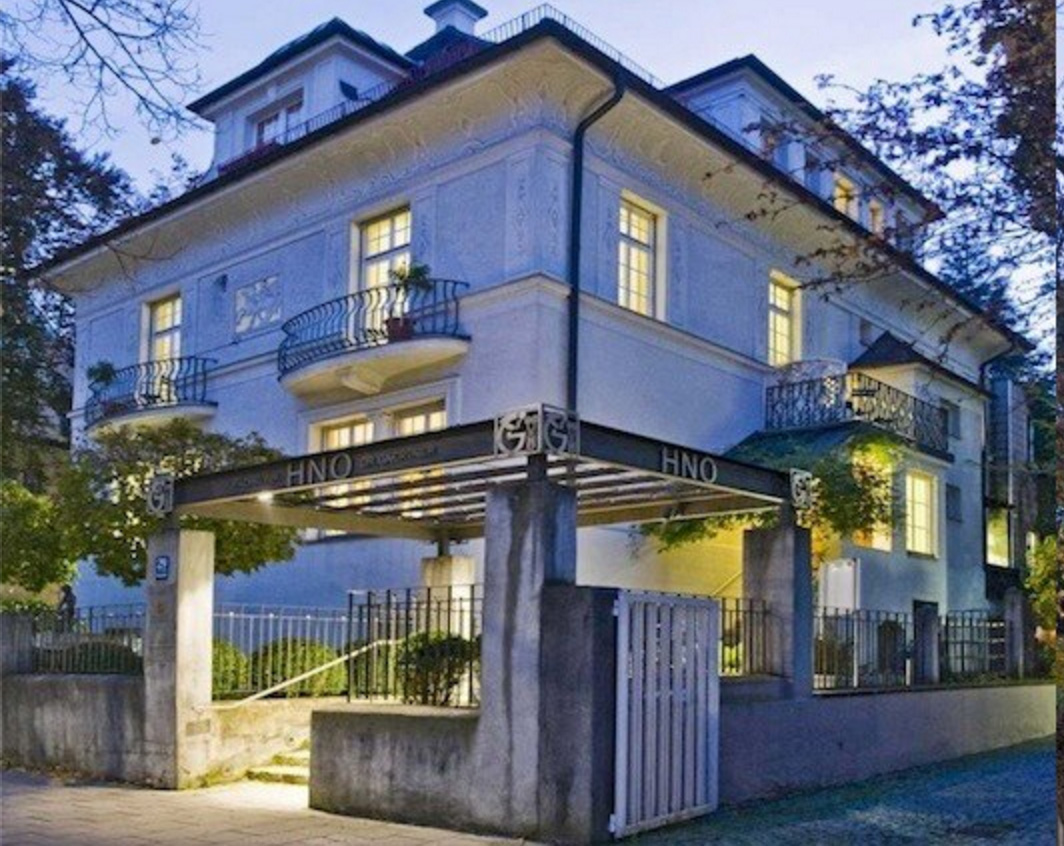
HNO-Klinik Dr. Gaertner Possartstrasse 29

Die HNO-Klinik Bogenhausen Dr. Gaertner oder Gaertnerklinik ist eine Fachklinik für HNO im Münchener Stadtteil Bogenhausen. Die Klinik ist als Akutkrankenhaus mit 20 Betten und 30 tagesklinischen Behandlungsplätzen im Krankenhausplan des Freistaates Bayern enthalten. Es werden dort Privat- und Kassenpatienten behandelt.

## Geschichte
Die Klinik wurde 1953 von Wolfram Gaertner gegründet und wird seit zwei Generationen als Familienbetrieb geführt. Seit 2015 ist die HNO-Klinik von einer gemeinnützigen Stiftung getragen.
1976 wurde die Klinik in den Krankenhausbedarfsplan für Bayern aufgenommen.
Seit 1994 ist Kilian Gaertner Träger und Leiter der Klinik.
1998 kam es zum Versorgungsvertrag mit den Krankenkassen für die teilstationäre, multimodale Behandlungseinheit Tinnitus, Hörsturz und Sinnestherapien (BE.THS). 1999 erweiterte sich das Klinikgebäude auf die Possartstraße 27.
2005 nahm das HNO-Schlafmedizin-Zentrum an der HNO-Klinik seinen Betrieb auf. 2007 öffnete das Medizinische Versorgungszentrum (MVZ) für Allgemeinmedizin (Naturheilkunde).
2010 erfolgte die Einrichtung der Behandlungseinheit für HNO-Schwindel-Therapie. Im selben Jahr wurde die Kilian Gaertner Stiftung für Gesundheit, Soziales und Kultur gegründet.
2012 kam es zur Gründung der „KulturStation“ für Salutogenese und Gesundheitspädagogik.
2013 erweiterte sich das Krankenhaus auf die Possartstraße 31 mit der Eröffnung der HNO-Psychosomatischen Tagesklinik.

## Fachbereiche
Das medizinische Leistungsspektrum umfasst neben der HNO-Heilkunde auch Allgemeinmedizin, Allergologie, Naturheilkunde, Schlafmedizin sowie die Behandlung von Schwindel, Gleichgewichtsstörungen und Tinnitus. Seit 2015 werden auch Sinnestherapien angeboten.
Das operative Zentrum der Klinik umfasst sowohl stationäre als auch ambulante Eingriffe in den Bereichen Hals-Nasen-Ohren-Chirurgie und plastische ästhetische Chirurgie. Jährlich werden fast 3.000 operative Eingriffe (2931 im Jahr 2018) in zwei Operationssälen durchgeführt. Im nichtoperativen Bereich werden auch HNO-psychosomatische Komplexerkrankungen und andere psychosomatische Erkrankungen psychotherapeutisch behandelt.
Die Abteilung für integrative HNO-Medizin und HNO-psychosomatische Medizin und Psychotherapie hat 20 Therapieplätze. Das therapeutische Team besteht aus Fachärzten, Psychotherapeuten, Ärzten und Psychologen in Weiterbildung, Spezialtherapeuten für Sinnestherapien wie Musiktherapie, Hörtherapie, Stimm-, Sprach- und Atemtherapie, Qi Gong und Shiatsu, Cranio-Sacral-Therapie, Heileurythmie, Bewegungstherapie, Physiotherapie und Physiotherapie nach CRAFTA und Kunsttherapie, einer Sozialpädagogin sowie Pflegepersonal.
Das Therapiekonzept der Abteilung für HNO-psychosomatische Medizin und Psychotherapie basiert auf einem integrativen Ansatz, der psychodynamische und verhaltenstherapeutische Therapiemethoden vereint. Von den gut 4500 Patienten jährlich werden ca. 1600 Patienten tagesklinisch im Zentrum für integrative HNO-Medizin und HNO-Psychosomatik versorgt.
Zur HNO-Klinik Dr. Gaertner gehört auch das MVZ (Medizinisches Versorgungszentrum) Bogenhausen.